# Jonna Andersson
Jonna Ann-Charlotte Andersson (* 2. Januar 1993 in Mjölby) ist eine schwedische Fußballnationalspielerin, die von 2018 bis Juni 2022 beim englischen Erstligisten FC Chelsea unter Vertrag stand anschließend für Hammarby IF in der schwedischen ersten Liga spielte. Ab Januar 2025 spielt sie wieder für Linköpings FC, für den sie acht Jahre zuvor schon mal aufgelaufen war und mit dem sie zweimal den Pokal und dreimal die Meisterschaft gewann.

## Karriere

### Vereine

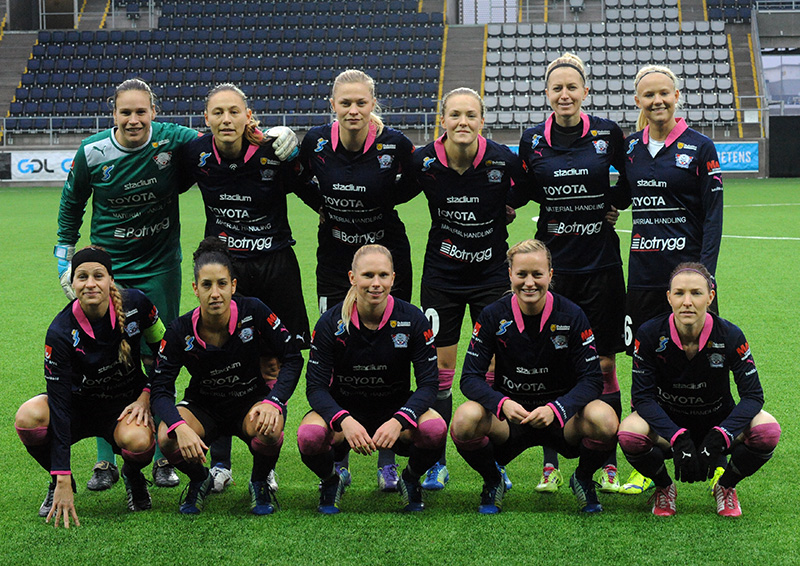
Andersson (vorne, Mitte) mit der Mannschaft von Linköpings FC am 8. November 2014 vor dem Spiel gegen Swesda 2005 Perm

Andersson begann mit dem Fußballspielen bei ihrem Heimatverein Mjölby AI FF und wechselte im Jahr 2009 zu Linköpings FC, für den sie in den folgenden neun Spielzeiten zu 159 Ligaeinsätzen kam. Anfangs bestritt sie zudem einige Spiele für Linköping Kenty DFF in der Division 1, der damals zweiten schwedischen Liga. In den Spielzeiten 2009, 2016 und 2017 gewann sie mit Linköping die Meisterschaft, 2013/14 und 2014/15 den Pokal und 2010 den Supercup.
Am 30. September 2009 hatte sie im Sechzehntelfinale der UEFA Women’s Champions League beim 2:0 gegen den FC Zürich Frauen ihren ersten internationalen Einsatz, als sie in der 86. Minute eingewechselt wurde. Auch im mit 3:0 gewonnenen Rückspiel kam sie zum Einsatz, diesmal bereits in 58. Minute und zwei Minuten später gelang ihr das Tor zum zwischenzeitlichen 2:0. Es ist ihr bisher einziges Tor in der Champions League. Im Achtelfinale, in dem ihre Mannschaft gegen den FCR 2001 Duisburg ausschied, kam sie nicht zum Einsatz.
Ein Jahr später wurde sie in den Heimspielen des Sechzehntel- und Achtelfinales sowie den beiden Spielen des Viertelfinales eingesetzt. In diesem schied sie nach einem 1:1 im Auswärtsspiel und einem 2:2 im Heimspiel gegen den FC Arsenal aufgrund der Auswärtstorregel aus. 2014/15 machte sie alle sechs Spiele mit und wieder war im Viertelfinale Endstation – diesmal nach einer 0:1-Heimniederlage und einem 1:1 im Rückspiel gegen Brøndby IF. 2017/18 kam sie nur in den Spielen des Sechzehntel- und Achtelfinales zum Einsatz, da sie Anfang 2018 zum FC Chelsea wechselte, wo bereits ihre Mitspielerinnen aus der Nationalmannschaft Magdalena Eriksson und Hedvig Lindahl unter Vertrag standen. Linköping schied im März 2018 im Viertelfinale gegen Manchester City aus.
Mit den Chelsea Ladies gewann sie die englische Meisterschaft 2017/2018 und den Pokal 2017/18. In der UEFA Women’s Champions League 2018/19 wurde sie jeweils in den gewonnenen Auswärtsspielen des Sechzehntel- und Achtelfinales ein- bzw. ausgewechselt. Im Viertelfinale gegen Paris Saint-Germain, das durch einen 2:0-Heimsieg und eine 1:2-Auswärtsniederlage überstanden wurde, spielte sie zweimal über 90 Minuten. Beim COVID-19-Pandemie-bedingten Abbruch der FA Women’s Super League 2019/20 stand Chelsea auf dem zweiten Platz, hatte aber die beste Quote und wurde daher zum Meister erklärt. In der Saison 2020/21 erreichte sie mit dem Team das Finale der Uefa Womens Champions League, welches jedoch gegen den FC Barcelona mit 0:4, ohne ihren Einsatz, verloren ging.
In der UEFA Women’s Champions League 2021/22 belegte sie mit Chelsea in der erstmals ausgetragenen Gruppenphase hinter den punktgleichen Mannschaften des VfL Wolfsburg und Juventus Turin nur den dritten Platz, da sie im direkten Vergleich die schlechtere Tordifferenz hatten. Entscheidend dabei war die 0:4-Auswärtsniederlage gegen Wolfsburg am letzten Spieltag. Andersson kam nur bei den drei gewonnenen Spielen zum Einsatz. Im April 2022 wurde bekannt, dass sie nach Auslaufen des Vertrags zurück nach Schweden zu Hammarby IF wechselt. Mit Hammarby gewann sie 2023 die Meisterschaft und den Pokal und sie qualifizierten sich für die UEFA Women’s Champions League. Sie entschied sich ihren Vertrag nicht zu Verlängern und zurück nach Linköoing zu gehen.

### Nationalmannschaft
Andersson spielte für diverse schwedische Nachwuchsnationalmannschaften, nahm mit der U-19-Mannschaft an der U-19-Fußball-Europameisterschaft der Frauen 2011 sowie U-19-Fußball-Europameisterschaft der Frauen 2012 teil, bei der sie durch ein 1:0 n. V. gegen Spanien den Titel gewann. Im Januar 2016 wurde sie von Nationaltrainerin Pia Sundhage erstmals zu einem Trainingslager der A-Nationalmannschaft eingeladen und wurde beim 6:0 gegen Schottland zur zweiten Halbzeit eingewechselt. Sie wurde auch für die Olympischen Spiele 2016 in Rio de Janeiro nominiert. Dort kam sie aber nur beim 1:5 im Gruppenspiel gegen Gastgeber Brasilien in der zweiten Halbzeit zum Einsatz. Sie gewann aber mit ihrer Mannschaft die Silbermedaille nach einer Finalniederlage gegen Deutschland. Danach kam sie regelmäßig zum Einsatz, so in der Qualifikation für die EM 2017 und bei der EM 2017, in der Qualifikation für die WM 2019 und bei den Algarve-Cups 2018 – den sie mit ihrer Mannschaft gewann – und 2019.
Am 16. Mai wurde sie auch für die WM nominiert. Bei der WM wurde sie nur in den zwei verlorenen Spielen eingesetzt. Im Gruppenfinale gegen den erfolgreichen Titelverteidiger USA spielte sie über 90 Minuten, fälschte aber in der 50. Minute einen Schuss von Tobin Heath zum 0:2-Endstand ins eigene Tor ab. Im Halbfinale gegen Europameister Niederlande wurde sie neun Minuten vor dem Ende der Verlängerung eingewechselt. Ihre Mannschaft beendete das Turnier als Dritter.
Am 1. Dezember 2020 erzielte sie im letzten Spiel der Qualifikation für die EM 2022, das mit 6:0 gegen die Slowakei gewonnen wurde, ihr erstes Länderspieltor.
Sie wurde auch für die wegen der COVID-19-Pandemie um ein Jahr verschobenen Olympischen Spiele 2020 nominiert. Bei den Spielen wurde sie in allen sechs Spielen ihrer Mannschaft eingesetzt, wobei sie dreimal eingewechselt wurde – davon zweimal in der Schlussminute – und zweimal ausgewechselt wurde. Am Ende sprang für die Schwedinnen wie 2016 die Silbermedaille heraus, da auch sie im finalen Elfmeterschießen zu den vier Schwedinnen gehörte, die ihren Elfmeter nicht verwandelten.
In der erfolgreichen Qualifikation für die WM 2023 wurde sie siebenmal eingesetzt und erzielte ein Tor beim 15:0 gegen Georgien.
Sie wurde auch für die EM 2022 nominiert. Im ersten Spiel gegen Titelverteidiger Niederlande brachte sie ihre Mannschaft in der 36. Minute mit dem ersten Turniertor der Schwedinnen in Führung, am Ende reichte es zu einem 1:1. Sie wurde dann noch im letzten Gruppenspiel eingesetzt, das gegen Portugal mit 5:0 gewonnen wurde, und im Halbfinale gegen Gastgeber England, das mit 0:4 verloren wurde, beim Stand von 0:2 eingewechselt.
Sie wurde für die WM-Endrunde 2023 nominiert, kam in sechs der sieben Spiele ihres Teams zum Einsatz – nur im dritten Gruppenspiel wurde sie wie einige andere Stammspielerinnen geschont. Beim 5:0-Sieg im zweiten Gruppenspiel gegen Italien führten zwei von ihr ausgeführte Eckstöße zu Toren ihrer Mannschaft. Durch eine 1:2-Niederlage im Halbfinale gegen die Spanierinnen verpasste sie mit ihrer Mannschaft das Finale. Durch einen 2:0-Sieg im Spiel um Platz 3 über die Nationalmannschaft Australiens gewann sie die Bronzemedaille.
Da erstmals das Abschneiden bei der WM für die europäischen Teams nicht entscheidend für die Qualifikation zu den Olympischen Spielen 2024 war, hatten die Schwedinnen, die als Dritte nicht qualifiziert gewesen wären, noch die Chance sich über die UEFA Women’s Nations League 2023/24 für die Spiele in Paris zu qualifizieren. Die Schwedinnen konnten nur zwei Spiele gewinnen und verpassten als Gruppendritte das Final-Four-Turnier, bei dem um zwei Olympiatickets gespielt wurde, und somit erstmals die Olympischen Spiele. Zudem mussten sie auch in die Relegation. Hier setzten sie sich aber mit zwei 5:0-Siegen gegen Bosnien-Herzegowina durch, so dass sie in Liga A verbleiben. Andersson kam in den sechs Gruppenspielen und einem Play-off-Spiel zum Einsatz, in dem sie ihren 100. Länderspieleinsatz hatte.
Am 11. Juni 2025 wurde sie für die EM-Endrunde nominiert. Sie kam in den vier Spielen ihrer Mannschaft zum Einsatz und schied mit ihr nach einem verlorenen Elfmeterschießen gegen Titelverteidiger England aus, wobei sie kurz vor dem Elfmeterschießen ausgewechselt worden war.

## Erfolge
Linköpings FC
- Schwedische Meisterin: 2009, 2016, 2017, 2023,
- Schwedische Pokalsiegerin: 2014, 2015, 2023
- Schwedische Superpokalsiegerin: 2010

Chelsea
- Englische Meisterin: 2018, 2021, 2022, 2023
- FA Cup:2018, 2021, 2022
- FA League Cup: 2020, 2021
- FA Women’s Community Shield: 2020

Hammarby IF
- Schwedische Meisterin: 2023
- Schwedische Pokalsiegerin: 2023

Nationalmannschaft
- U19-Europameisterschaft: 2012
- Olympische Silbermedaille: 2016, 2020
- Algarve-Cup-Sieger: 2018 (gemeinsam mit den Niederlanden)[18]
- WM-Bronze 2019, 2023